# Karl Aegeri
Karl Aegeri (Zurigo, 1510 – 14 giugno 1562) è stato un pittore svizzero.

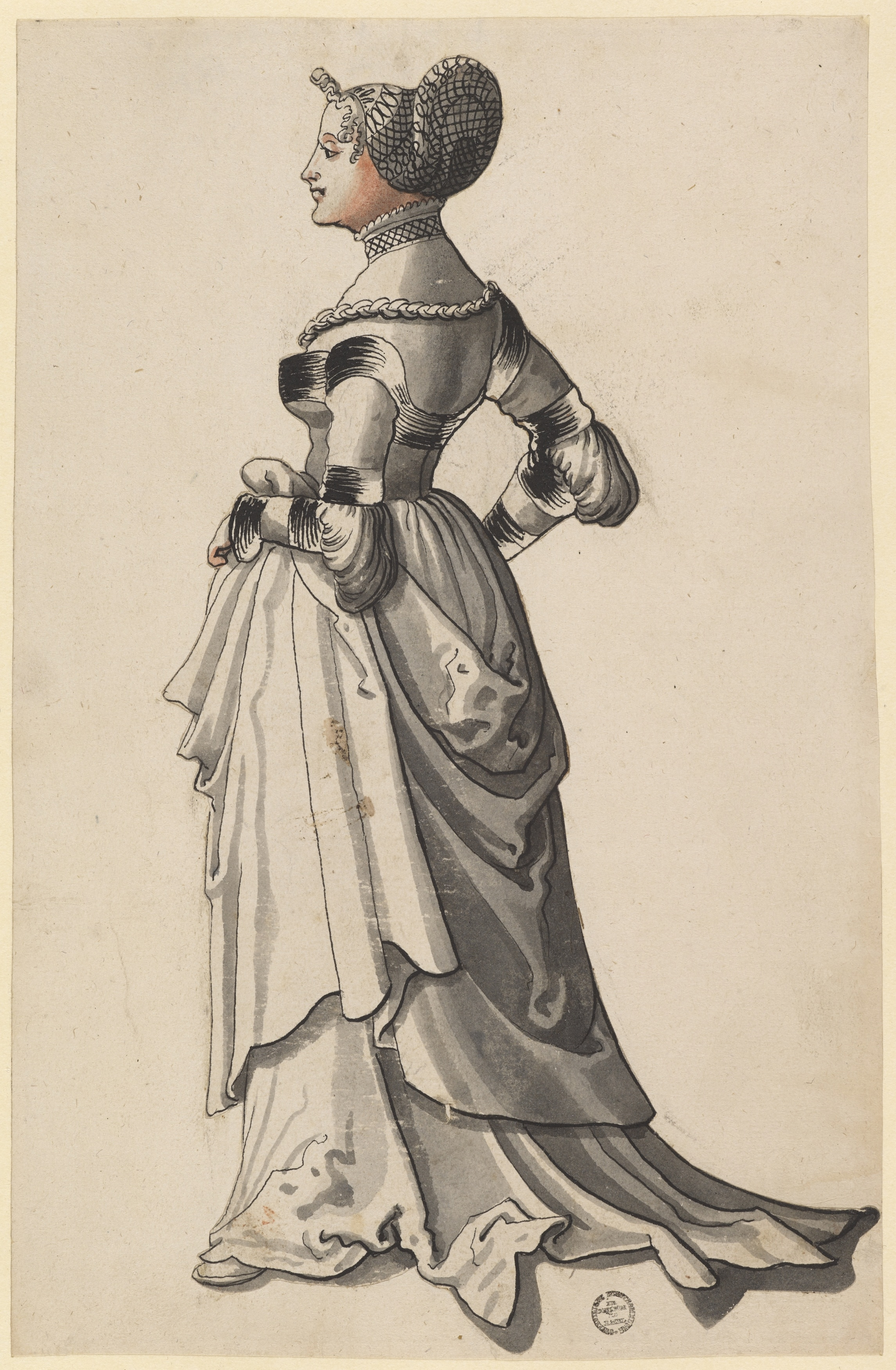
Stehende Dame im Profil, Karl Aegeri, um 1530, Kunstmuseum Basel

Divenne celebre per aver dipinto una serie di vetri per il chiostro conventizio di Muri (1557-1562).